# Zwarte herfstspinner
De zwarte herfstspinner (Poecilocampa populi) is een vlinder uit de familie Lasiocampidae (spinners). De voorvleugellengte bedraagt tussen de 15 en 22 millimeter. De soort komt verspreid voor over Europa en Noord-Azië, inclusief Japan. Hij overwintert als ei.

## Waardplanten
De zwarte herfstspinner heeft als waardplanten loofbomen als vooral eiken, populieren en lindes.

## Voorkomen in Nederland en België
De zwarte herfstspinner is een in Nederland niet zo algemene en in België een algemene soort, die verspreid over het hele gebied kan worden gezien. De vlinder kent één generatie, die vliegt in oktober, november en het begin van december.

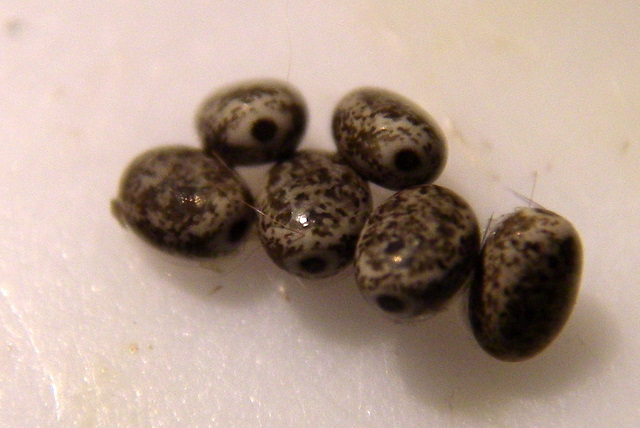
Eitjes
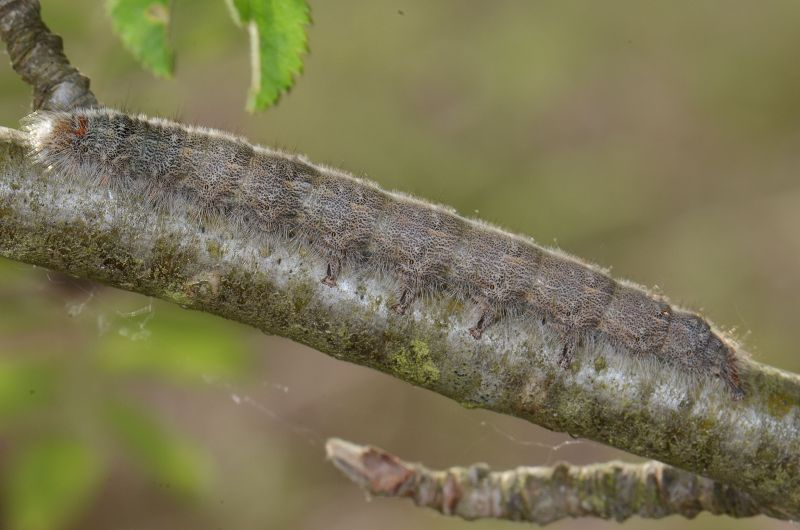
Rups